# میا خلیفه
میا خلیفه (عربی: ميا خليفة، زادهٔ ۱۰ فوریه ۱۹۹۳) بازیگر سابق پورنوگرافی و مدل وبکم لبنانی-آمریکایی است. او در لبنان متولد و بزرگ شده و در سال ۲۰۰۱ به همراه خانواده‌اش به ایالات متحده آمریکا نقل مکان کردند. او در اکتبر ۲۰۱۴ وارد صنعت سکس شد و در عرض دو ماه به پربیننده‌ترین پورن‌استار پورن‌هاب تبدیل شد. آغاز حرفهٔ بازیگری پورنوگرافی او پس از انتشار فیلم پورنی که در آن با حجاب اسلامی به صورت تری‌سام مشغول بود باعث ایجاد جنجال‌ها و انتقاد تند جوامع و شخصیت‌های اسلامی شد. همچنین او با دریافت پیامی از داعش به همراه عکسی از آپارتمان محل زندگیش در گوگل مپس تهدید به مرگ شد. در سال ۲۰۱۵، خلیفه به عنوان «پورن‌استار شماره ۱» پورن‌هاب انتخاب شد. در ژانویه ۲۰۱۷، ایکس‌همستر گزارش داد که او بیشترین جستجو را در بین تمامی پورن‌استارهای زن در سال ۲۰۱۶ داشته است. در سال ۲۰۱۸، او تبدیل به پرجستجوترین پورن‌استار زن پورن‌هاب شد
.
برخی منابع نزدیک و معتبر وی را شخصیت دوم ایلیا چینی چیان مقدم معرفی میکنند
خلیفه پس از بازنشستگی از صنعت پورنوگرافی، وارد حرفه‌های گوناگون به عنوان شخصیت رسانه‌های اجتماعی، مدل وبکم و مفسر ورزشی شد.

## آغاز زندگی
میا خلیفا در بیروت لبنان زاده شد. خانواده او کاتولیک بودند. او نیز ابتدا کاتولیک بود. اما دیگر به مذهب اعتقاد ندارد. خانواده او در سال ۲۰۰۱ هنگامی که او هفت ساله بود به مریلند در ایالات متحده آمریکا مهاجرت کردند. میا در شهرستان مونتگومری، مریلند زندگی کرد. او در دوران دبیرستان لاکراس بازی می‌کرد. او از دانشگاه تگزاس در ال پاسو کارشناسی تاریخ گرفته است.

## حرفه پورنوگرافی

### ورود
میا در اکتبر ۲۰۱۴ وارد صنعت فیلم‌های پورنوگرافی شد. نام هنری او از نام سگش میا و خواننده رپ آمریکایی ویز خلیفا گرفته شده است.
در رستوران واتا برگر یک مشتری پیش او رفت و پرسید آیا تا به حال به این فکر کرده است که در فیلم‌های پورنوگرافی باشد؟ میا خلیفا در آغاز به این کار به عنوان یک «شیطنت کوچک» نگاه می‌کرده که قرار نبود تکرار شود.
میا در مجموع ۳ ماه در حوزه پورنوگرافی کار کرد و در سال ۲۰۱۵ از این حرفه خارج شد.

### سرخوردگی
بسیاری از مردان و رسانه‌های لبنان به بازی او در فیلم‌های پورنو اعتراض کردند. خانواده میا خلیفا نیز از فعالیت او در حرفه پورنوگرافی راضی نبودند. خود او می‌گوید که به خاطر هنرپیشگی پورنوگرافی باعث خجالت پدر و مادرش شده است. او در پاسخ به خبرنگار هفته‌نامه نیوزویک که از او پرسید: آیا ارزش دارد که به خاطر کارش خانواده خود را از دست بدهد؟ پاسخ داد: «نمی‌توانم بگویم که ارزشش را داشته اما نمی‌توانم خودم را هم سرزنش کنم. چرا که خودم این شغل را انتخاب کردم.»

### انتقاد از صنعت پورنو
میا خلیفا می‌گوید شرکت‌های پورن، زنان جوان را هنگامی که آسیب‌پذیر هستند یا در شرایط بدی قرار دارند در دام قراردادهای قانونی می‌اندازند. او گفته از فیلم‌های خود، تنها ۱۲ هزار دلار آمریکا درآمد داشته است و از وبگاهی که به نام او است (ولی متعلق به او نیست) هیچ پولی دریافت نمی‌کند. او تلاش دارد نام خود را از آن وبگاه بردارد.

## کارهای دیگر
خلیفه پس از سه ماه کار به عنوان بازیگر پورنوگرافی، در میامی به عنوان وکیل و حسابدار مشغول به کار شد. او پس از مدتی به عنوان یک شخصیت رسانه‌های اجتماعی، مدل وبکم و مفسر ورزشی شروع به فعالیت نمود. او دارای یک کانال یوتیوب است که خود آن را اداره می‌کند و همچنین در توییچ، به پخش زنده برنامه از جمله اجراهایی به عنوان یک مدل وبکم غیر پورنوگرافیک و در سایت پاترئون به فروش عکس، کالا و اشتراک محتوای انحصاری خود می‌پردازد. وی قبلاً عکس‌ها و ویدیوهای جنسی خود را به صورت اختصاصی در وب‌سایت رسانه‌های اجتماعی فایندرو می‌فروخت. پس از اعلام حمایت و طرفداری خلیفه از تیم بسکتبال واشینگتن ویزاردز، دن اشتاینبرگ از واشینگتن پست در سال ۲۰۱۶ در انتقاد به خلیفه نوشت که علیرغم تغییر شغل، محتواهای تازه رسانه‌های اجتماعی او «هنوز مستهجن‌تر از دیگر حمایت‌کننده‌های این تیم مانند بن برننکی است.»
خلیفه از حضور خود در رسانه‌های اجتماعی برای حمایت از تیم‌های ورزشی حرفه‌ای واشینگتن دی سی استفاده می‌کرد. او و گیلبرت آریناس از اکتبر ۲۰۱۷ تا فوریه ۲۰۱۸، یک برنامه ورزشی روزانه را در کانال یوتیوب کمپلکس نیوز میزبانی می‌کردند. خلیفه سپس به همراه تایلر کو میزبان برنامه‌ای به نام اسپورت بال بود که توسط روستر تیث تولید می‌شد. آخرین قسمت این برنامه در ۳۰ اکتبر ۲۰۱۸ منتشر شد.
در ماه مه ۲۰۲۰، او به عنوان بازیگر مهمان در نقش خودش در مجموعه تلویزیونی رامی که از شبکه هولو پخش می‌شد به ایفای نقش پرداخت.
در ژوئن ۲۰۲۳، خلیفه یک خط جواهرات به نام «شیطان» را در کنار سارا برن، همکار سابق ویرجیل ابلو راه‌اندازی کرد.

## زندگی شخصی
خلیفه در فوریه ۲۰۱۱ با دوست‌پسر دبیرستان خود ازدواج کرد. آنها در سال ۲۰۱۴ از یکدیگر جدا شدند و در ۲۰۱۶ طلاق گرفتند. او در سال ۲۰۱۹ با سرآشپز حرفه‌ای آمریکایی، رابرت سندبرگ ازدواج کرد. میا از اینکه رابرت با گذشته میا کنار آمده، خوشحال بود. آنها در سال ۲۰۲۰ از هم جدا شدند. از سال ۲۰۲۲ او با رپر و خواننده پورتوریکویی، جیکو در رابطه است.

### دیدگاه‌های مذهبی و سیاسی
خلیفه در سال ۲۰۱۵ اعلام کرد که دیگر یک کاتولیک نیست.
او روی بازوی چپ خود مصراع نخست سرود ملی لبنان و بر روی بازوی راست خود صلیب مسیحی نیروهای لبنانی را خال‌کوبی کرده است. تصمیم انجام خال‌کوبی دوم او پس از بمب‌گذاری اکتبر ۲۰۱۲ بیروت صورت گرفت. او گفت که این تصمیم برای نشان دادن همبستگی با دیدگاه‌های سیاسی پدرش بوده است. هر دو خالکوبی توسط مخالفان او مورد انتقاد قرار گرفته‌اند. آنها می‌گویند حضور او در فیلم‌های پورن، با تنی که این نشانه‌ها بر آن نقش بسته باعث شرمساری لبنان است. همچنین او فاش کرده است که والدینش به دلیل درگیر بودن او در فیلم‌های پورن دیگر با او صحبت نمی‌کنند. خانواده وی در بیانیه‌ای که منتشر کردند خود را از اقدامات میا جدا کرده و مقصر تصمیم او برای ورود به صنعت سکس را اقامت او در یک کشور خارجی (ایالات متحده آمریکا) می‌دانند که فرهنگی متفاوت از آنها (لبنان) دارد و اقدامات او منعکس‌کننده تربیت خانوادگی او نیست. همچنین آنها گفتند که امیدوارند او پورنوگرافی را ترک کند؛ زیرا معتقد بودند که تصویر او باعث بی‌احترامی به خانواده و کشور خود شده است.

### جنجال‌ها
خلیفه پس از انتشار فیلم پورنی که در آن با حجاب اسلامی به صورت تری‌سام مشغول بود موضوع بحث و جدل قرار گرفت. این فیلم باعث محبوبیت فوری وی و همچنین باعث ایجاد جنجال‌ها و انتقاد تند جوامع و شخصیت‌های اسلامی شد.

### مناقشه اسرائیل و فلسطین
در موارد متعدد، خلیفه با دیدگاه‌های خود در مورد مناقشه اسرائیل و فلسطین جنجال به پا کرده است. در بحبوحه جنگ ۲۰۲۳ اسرائیل و حماس، او با استفاده از نام «مبارزان آزادی» به جای حماس، چندین پست در رسانه‌های اجتماعی در حمایت از «مبارزان آزادی» منتشر کرد و آنها را تشویق کرد که تلفن‌های خود را چرخانده و به صورت افقی فیلمبرداری کنند. او بعداً ادعا کرد که این اظهار نظر تأیید خشونت نیست و او قصد داشت تا نیاز به آزادی فلسطین را برجسته کند:
من فقط می‌خواهم این موضوع را روشن کنم که این بیانیه به هیچ وجه باعث گسترش خشونت نمی‌شود. من به‌طور خاص گفتم مبارزان آزادی زیرا این چیزی است که شهروندان فلسطینی… دارند هر روز برای آزادی می‌جنگند.
به دنبال آن، پلی‌بوی اظهارات او را منزجرکننده خواند و روابط خود با خلیفه را قطع کرد. همچنین بعداً پلی‌بوی در بیانیهٔ خود افزود: «ما آزادی بیان و بحث‌های سیاسی سازنده را تشویق می‌کنیم. اما ما یک سیاست تحمل صفر برای سخنان نفرت‌انگیز داریم. ما انتظار داریم میا درک کند که سخنان و اقدامات او عواقبی دارد.» پادکستر کانادایی و مجری رادیویی، تاد شاپیرو نیز او را از قرارداد پادکست خود اخراج کرد. او با نقل قول از پست حذف شده خلیفه، نوشت: «این یک توییت بسیار وحشتناک است. لطفاً تکامل پیدا کن و به انسان بهتری تبدیل شو. این واقعیت که تو از مرگ، تجاوز جنسی، ضرب و شتم و گروگان‌گیری چشم پوشی می‌کنی واقعاً فاحش است. هیچ کلمه‌ای نمی‌تواند نادانی تو را توضیح دهد. ما به انسان‌هایی نیاز داریم که در مواجهه با فاجعه گرد هم آیند. با این حال دعا می‌کنم تا به آدم بهتری تبدیل شوی. گرچه به وضوح به نظر می‌رسد که برای تو دیگر خیلی دیر شده است.» خلیفه بعداً در توییتی نوشت: «می‌توانم بگویم حمایت از فلسطین فرصت‌های تجاری را برای من از دست داده است. اما از دست خودم عصبانی‌تر هستم که بررسی نکردم آیا با صهیونیست‌ها وارد معامله شده‌ام یا نه. مقصر خودم هستم.»

## در فرهنگ عامه
در نوامبر ۲۰۱۶ یک طومار اینترنتی خواستار منصوب شدن خلیفه توسط رئیس‌جمهور منتخب، دونالد ترامپ به عنوان سفیر بعدی ایالات متحده در عربستان سعودی شد.
در سال ۲۰۱۸ گروه موسیقی دونفره آی‌لاوفرایدی در پاسخ به یک توئیت جعلی ارسال شده توسط کاربری که هویت خلیفه را جعل کرده بود یک قطعه دیس به نام «میا خلیفه» منتشر کرد. این آهنگ پس از محبوبیت قطعه «بزن یا از دست بده» در اپلیکیشن تیک‌تاک به یک میم اینترنتی تبدیل شد. گفته می‌شود که این میم در آن زمان به یکی از شناخته شده‌ترین میم‌های همه‌بین تیک‌تاک در دنیای غرب تبدیل شد و در بیش از چهار میلیون ویدئوی تیک‌تاک استفاده شده است.
سناتور لوئیس کارلوس هاینزه در کمیسیون تحقیق و تفحص مجلس در مورد دنیاگیری کووید-۱۹ در برزیل اشاره کرد که مطالعه منتشر شده در لنست در مورد اثربخشی کلروکین به‌عنوان درمان کووید توسط شرکتی انجام شد که مدیر فروش آن قبلاً یک بازیگر زن فیلم‌های پورنوگرافی بوده است. در پاسخ، سناتور راندولف رودریگز به شوخی پیشنهاد «احضار میا خلیفه» را داد. خلیفه سپس در توییتر نوشت: «من پزشک نیستم، پس توصیه‌های پزشکی را از میم‌های جعلی من که در واتس‌اپ پیدا کردید، دریافت نکنید».